# جيمس كوني (لاعب كرة قاعدة)
جيمس كوني (بالإنجليزية: James Cooney)‏ هو لاعب كرة قاعدة أمريكي، ولد في 1884 في سكرانتون في الولايات المتحدة، وتوفي في 26 أكتوبر 1964 بسبب ذات الرئة.